# 14 penge
A 14 penge (eredeti címén: 14 Blades) egy 2010-es hongkongi-kínai harcművészeti-thriller, melyet Daniel Lee rendezett és a főszereplők Donnie Yen, Csao Vej (Zhao Wei), Sammo Hung, Vu Csun (Wu Chun), Kate Tsui, Csi Jü-vu (Qi Yuwu) és Damian Lau. 
A filmet Kínában 2010. február 4-én mutatták be, míg Hongkongban 2010. február 11-én. Magyarországon a TV-ben került bemutatásra magyar szinkronnal.

## Történet
A Ming dinasztia hajnalán, a hatalom megerősítése és vérvonala trónul-tartása céljából a császár létrehozta a legerősebb védelmi rendszert. Árvákat zárt be és képzett ki szigorú rendszere alatt. Törvényen kívüliek lettek és csak saját törvényüket tisztelték. Ők lettek a Brokádba öltözött gárda, a Jinyiwei. 
A hadvezérük, aki egyben a titkosrendőrség legjobb harcosa volt, Qinglong névre hallgatott. Az ő birtokában állt a legyőzhetetlen fegyver, a 14 penge. Nyolc ezek közül az alábbi jeleket viselte; Ég, Föld, Rang, Törvény, Bölcsesség, Bizalom, Jóakarat és Bátorság. Ezeket vallatásra használta, a maradék hatot kivégzésre. Egyikkel a császár ellenszegülőket, a másodikkal a birodalmi igazgatást megakadályozókat ölte meg, a harmadikat a törvénykerülőkre használta, a negyediket a hazaárulókra, az ötödiket pedig a Csi Nyi Wei ellenségeire. Az utolsó arra volt hivatott, hogy a küldetés nemteljesítése esetén, saját életét vegye vele.
Az árvák egyedül voltak a világon, a bölcs vezetés alatt az ország védelmét szolgálták. Más esetben viszont rettegésben tartották a népet. A Jinyiwei-t bevonták kényes hadi és politikai ügyekbe is, aminek következtében gyakran életüket vesztették, ha nem sikerült teljesíteni a kért feladatot.